# バリー・クック
バリー・クック（Barry Cook、1958年/1959年 - ）は、アメリカ合衆国の映画監督。

## 監督作品
- ウォーキング with ダイナソー
- アーサー・クリスマスの大冒険
- ムーラン